# Wittgendorf
Pour l’article homonyme, voir Wittgendorf (Thuringe).
Wittgendorf est un village dans le land allemand de Saxe-Anhalt.
Sa population était de 686 habitants en 2004.